# Seriemorder
En seriemorder er en person, der med mellemrum har myrdet tre eller flere personer over tid. Det er desuden en udbredt opfattelse, at seriemorderen er en person, hvis motivation for drab i høj grad skal findes i selve den følelse af tilfredsstillelse, vedkommende oplever ved drabene. En seriemorder handler således ikke i affekt, ligesom det ligger i ordet seriemorder, at der må være ophold mellem drabene.
Selvom betegnelserne "seriemorder" og "massemorder" ofte bruges synonymt, skelnes der mellem de to på følgende måde:
- En seriemorder myrder mindst tre personer over længere tid. Mordene er dermed ofte adskilt af perioder, hvor morderen har en normal adfærd.
- En massemorder dræber flere mennesker på én gang.

## Kendetegn
På nuværende tidspunkt peger erfaringerne mod et billede, der ser sådan ud:
- Seriemord synes at have eksisteret siden oldtiden, men beskrives første gang (som "kædemord") i 1957.
- De fleste seriemordere er personlighedsforstyrrede, mens et mindretal er psykotiske (f.eks. Richard Trenton Chase).
- Tildels svarende hertil: de fleste seriemord er forholdsvis "organiserede", mens et mindretal er "disorganiserede".
- Fantasier spiller en stærk rolle i seriemord – også længe inden det første mord begås. Derfor vil seriemordere oftest have et længere "CV", herunder domme for tilsyneladende irrelevante forbrydelser (som f.eks. indbrud, der i virkeligheden var mislykkede voldtægtsforsøg).
- Mange seriemord er seksuelt motiverede, men ikke alle; nogle er f.eks. "missionerende" (f.eks. drab på narkohandlere), mens andre skyldes psykose (f.eks. drab på de mennesker, som "dæmonen" har taget bolig i).
- I nogle seriemord er det drabet, der er klimakset; i andre er det tortur eller voldtægt, hvor drabet så er en art afslutning/oprydning. Endelig er der tilfælde, hvor selve drabet er optakten, og det så er omgangen med liget (f.eks. seksuelt), der er klimakset.
- Nogle seriemordere tager "trofæer", som de bruger sammen med fantasierne til at genskabe nydelsen. De kan også blive opstemte ved at genfortælle drabene (f.eks. under en retssag).
- Ethvert seriemord rummer forskellige faser – men det er ikke alle mord eller mordere, der bruger alle faser. Det må fastslås for hver enkelt morders – og mords – vedkommende.
- Selvom der har været flere teorier i omløb (hjerneskader, genetik, samfundet, en ødipaldefekt), er den mest holdbare psykologiske forklaring, at der er tale om en meget kompliceret læreproces – som tildels fastsvejses neuroaffektivt i hjernen. En grundig analyse af de mest veldokumenterede cases peger mod, at seriemordere kendetegnes ved en meget belastet opvækst (præget af direkte og indirekte overgreb/omsorgssvigt), hvor de lærer, at verden består af ofre og krænkere, og at det er mest behageligt at være krænker – fordi man i disse stunder ikke føler sig som offer. Nydelse bliver kort sagt lig med fraværet af lidelse – men derefter til påførelse af lidelse på andre.

Således bliver selve drabets og gerningsstedets udseende og form uundgåeligt projektive – altså vidnesbyrd om morderens personlighed, værdier, tankemønstre etc.
Tidligere har man haft en mere klar og enkel opfattelse af seriemordere: f.eks.
- at alle seriemordere menes at lide af en form for antisocial personlighedsforstyrrelse[4][5] og sædvanligvis ikke psykotiske, hvorfor de ofte fremstår som helt normale mennesker, og endog kan være ganske charmerende.
- at drabene oftest har et seksuelt element, ligesom de oftest udføres eller forsøges udført på samme måde. Ofrene har ligeledes ofte en fællesnævner, de vælges efter, såsom fx karriere, race eller køn.

## Offentlig omtale
Offentligheden har været stærkt optaget af seriemordere og deres forbrydelser. Flere sager har fået stor omtale i medierne, og offentlighedens fascination har ført til, at flere seriemordere er blevet moderne ikoner. Seriemorderen indgår i såvel skønlitteratur (f.eks. Bret Easton Elliss American Psycho) som film (f.eks. oscarvinderen Silence of the Lambs), der begge er inspireret af Ed Gein.

## Ordet "Seriemorder"
Det er den udbredte opfattelse, at udtrykket ”seriemorder” blev skabt af FBI-agent og Michigan State Universitet-kandidat Robert Ressler i 1970’erne 
At udtrykket seriemorder er blevet en del af vores sprog, skyldes til dels den store medieomtale, som Ted Bundy og David Berkowitzs forbrydelser fik i midten af 1970’erne.